# Сен-Ган
Сен-Ган (фр. Saint-Gand) — коммуна во Франции, находится в регионе Франш-Конте. Департамент — Верхняя Сона. Входит в состав кантона Жи. Округ коммуны — Везуль.
Код INSEE коммуны — 70463.

## География
Коммуна расположена приблизительно в 300 км к юго-востоку от Парижа, в 34 км северо-западнее Безансона, в 26 км к юго-западу от Везуля.
Более половины территории коммуны покрыто лесами.

## Население
Население коммуны на 2010 год составляло 138 человек.
| 1962 | 1968 | 1975 | 1982 | 1990 | 1999 | 2010 |
| ---- | ---- | ---- | ---- | ---- | ---- | ---- |
| 50   | 68   | 59   | 76   | 72   | 77   | 138  |

## Администрация
| Период | Период | Фамилия      | Партия | Примечания |
| ------ | ------ | ------------ | ------ | ---------- |
| 2001   | 2008   | Клод Ригуло  |        |            |
| 2008   | 2014   | Димитри Жиро |        |            |

## Экономика
В 2010 году среди 82 человек трудоспособного возраста (15—64 лет) 70 были экономически активными, 12 — неактивными (показатель активности — 85,4 %, в 1999 году было 49,1 %). Из 70 активных жителей работали 65 человек (39 мужчин и 26 женщин), безработными было 5 (3 мужчины и 2 женщины). Среди 12 неактивных 5 человек были учениками или студентами, 3 — пенсионерами, 4 были неактивными по другим причинам.